# Alan Soñora
Alan Soñora (ur. 3 sierpnia 1998 w Nowym Jorku) – amerykański piłkarz pochodzenia argentyńskiego występujący na pozycji środkowego pomocnika, reprezentant Stanów Zjednoczonych, od 2025 roku zawodnik paragwajskiego Cerro Porteño.
Jest synem Diego Soñory oraz bratem Joela Soñory, również piłkarzy.